# Hafferia
Hafferia är ett fågelsläkte i familjen myrfåglar inom ordningen tättingar. Släktet omfattar endast tre arter som förekommer från södra Nicaragua till västra Ecuador i Sydamerika:
- Sotmyrfågel (H. fortis)
- Blåtyglad myrfågel (H. immaculatus)
- Chocómyrfågel (H. zeledoni)

Tidigare placerades arterna i släktet Myrmeciza.